# Joey Image
Joey Poole (ur. 5 marca 1957 w Weehawken, zm. 1 czerwca 2020; znany jako Joey Image) – amerykański perkusista punkrockowy. W latach 1978–1979 perkusista w zespole The Misfits.

## Życiorys
Większość swojego życia spędził w Nowym Jorku, a później na Florydzie. Jakiś czas po swoim odejściu z The Misfits w 1979 r., ożenił się z aktorką i modelką Patty Mullen. W 2003 roku przeniósł się do Los Angeles, a w 2007 do Południowej Florydy. W 2016 roku zdiagnozowano u niego raka wątroby. Zmarł 1 czerwca 2020 roku.